# Primera División C 2012
El campeonato de la Primera División C 2012 fue el número 16 de la  cuarta y última división o nivel del fútbol en Paraguay. De carácter amateur fue oganizado por la Asociación Paraguaya de Fútbol.
El Atlántida Sport Club de Barrio Obrero (Asunción) se consagró campeón por segunda vez de esta categoría, y subcampeón el Club Dr. Benjamín Aceval de la ciudad homónima (Departamento de Pdte. Hayes), por lo que ambos ascendieron a la Primera División B. 
En la Primera División C solo juegan equipos de la zona metropolitana (Gran Asunción), del Departamento Central y municipios cercanos a la capital que no pertenezcan a la Unión del Fútbol del Interior. Equipos de otros sitios participan en el Clasificatorio de la UFI para la Primera B Nacional, o a través de sus selecciones de ligas (asociaciones regionales) en el Campeonato Nacional de Interligas; para ganar el derecho a ascender a la División Intermedia.

## Formato
Se utilizó un sistema de competencia con tres etapas. Una primera fase de dos grupos con 7 clubes cada uno en los que los mismos se enfrentan todos contra todos en partidos de ida y vuelta (14 fechas). Una segunda fase a la que calificaron los cuatro mejor posicionados en cada grupo, los cuales pasaron a disputar partidos a ida y vuelta primero en cuartos de final y luego en semifinales. Y, una tercera etapa en la que se decide el campeón y vicecampeón en un solo partido en cancha neutral. 
Ascienden a la Primera División B los dos mejores o finalistas.
Desde la temporada 2010 el equipo con el peor puntaje acumulado en el año, permanece desprogramado o relegado del campeonato por un año. En este torneo correspondió a Nikkei Bellmare, que no podrá jugar la temporada 2013.
En el año 2011 estuvo desprogramado el General Caballero SF, pero no reunió las condiciones para volver en este torneo, por lo que solo fue admitido en las divisiones menores, y en mayores permanecerá un año más desprogramado.

## Historia de las participaciones
El Silvio Pettirossi es el más novel en la categoría, llega a este nivel por primera vez en el 2012. Es, sin embargo, el equipo con más títulos entre sus participantes (contando todas las categorías) y uno de los que más se ha movido entre las diferentes categorías del fútbol paraguayo. Se coronó campeón de la Segunda División 2 veces, y ya fue 7 veces campeón de la Tercera División. Una peculiar marca de este club es terminar en el último lugar en 3 diferentes categorías en sólo cuatro años: jugó en Primera División en el 2008 terminando último, también quedó último en Segunda División en el 2009, y finalmente en la misma posición en Tercera División en el 2011.
El club Atlántida es el más equipo antiguo entre los de esta categoría, habiendo participado ya en el segundo campeonato oficial, el de 1907. Es también el que más años estuvo en primera división, con 35 temporadas (1907 a 1911, 1917 a 1925, 1928 a 1950 y 1952 a 1954). Además, es el único que ya salió campeón en una Primera División, pero de la Liga Centenario, paralela a la L.P.F., en los años 1915 y 1917 (jugó en dicha Liga mientras existió, entre 1912 y 1917).
Aparte del Nikkei Bellmare (fundado en 2006) -que actúa como un club para promover a jugadores jóvenes al Japón-, todos los equipos de esta categoría tienen más de 75 años de existencia.

## Equipos participantes
| Equipo               | Fundación               | Ciudad                         | Estadio                 | Capacidad |
| -------------------- | ----------------------- | ------------------------------ | ----------------------- | --------- |
| Atlántida            | 23 de diciembre de 1906 | Barrio Obrero, Asunción        | Flaviano Díaz           | 1000      |
| Atlético Juventud    | 28 de agosto de 1920    | Loma Pytâ, Asunción            |                         |           |
| Atlético Tembetary   | 3 de agosto de 1912     | Ypané                          | Ypané                   | 4500      |
| Benjamín Aceval      | 6 de junio de 1918      | Villa Hayes                    | Isidro Roussillón       | 5000      |
| Deportivo Humaitá    | 19 de febrero de 1932   | Mariano Roque Alonso           | Pioneros de Corumba Cué | 7000      |
| Deportivo Pinozá     | 1 de noviembre de 1922  | Bernardino Caballero, Asunción | Alfredo Stroessner      | 80        |
| Deportivo Recoleta   | 12 de febrero de 1931   | Villa Morra, Asunción          | Roque F. Batelhana      | 6000      |
| Fulgencio Yegros     | 14 de mayo de 1924      | Ñemby                          |                         |           |
| Club Nikkei Bellmare | 12 de julio de 2006     | Itauguá                        | Estadio Nikkei Bellmare | 3000      |
| Oriental             | 12 de marzo de 1912     | Ricardo Brugada, Asunción      | Oriental                | 4000      |
| Pilcomayo            | 9 de junio de 1915      | Mariano Roque Alonso           |                         |           |
| Silvio Pettirossi    | 11 de marzo de 1925     | Republicano, Asunción          | Bernabé Pedrozo         | 4000      |
| Sportivo Ameliano    | 6 de junio de 1936      | Barrio Jara, Asunción          | José Tomás Silva        | 2000      |
| Valois Rivarola      | 12 de julio de 1936     | Zeballos Cué, Asunción         | Gregorio Sarubbi        | 500       |

### Distribución geográfica de los equipos
| Región               | Cant. | Equipos |
| -------------------- | ----- | --- |
| Distrito Capital     | 9     | Ameliano, Atlántida, General Caballero SF, Juventud, Oriental, Pinoza, Recoleta, Silvio Pettirossi, Valois Rivarola |
| Departamento Central | 5     | Tembetary, Humaita, Fulgencio Yegros, Nikkei Belmare, Pilcomayo                                                     |

## Posiciones[1]
GRUPO A
| Pos | Equipo            | Pts | PJ | G | E | P  | GF | GC | DIF |
| --- | ----------------- | --- | -- | - | - | -- | -- | -- | --- |
| 1º  | Pilcomayo         | 25  | 12 | 7 | 4 | 1  | 21 | 11 | +10 |
| 2º  | Valois Rivarola   | 24  | 12 | 7 | 3 | 2  | 22 | 11 | +11 |
| 3º  | Sportivo Ameliano | 18  | 12 | 5 | 3 | 4  | 21 | 16 | +5  |
| 4º  | Deportivo Pinozá  | 17  | 12 | 4 | 5 | 3  | 12 | 9  | +3  |
| 5º  | Fulgencio Yegros  | 17  | 12 | 5 | 2 | 5  | 23 | 22 | +1  |
| 6º  | Recoleta          | 10  | 12 | 2 | 4 | 6  | 15 | 23 | -8  |
| 7º  | Nikkei Bellmare   | 4   | 12 | 1 | 1 | 10 | 10 | 32 | -22 |

GRUPO B
| Pos | Equipo            | Pts | PJ | G | E | P | GF | GC | DIF |
| --- | ----------------- | --- | -- | - | - | - | -- | -- | --- |
| 1º  | Atlántida         | 22  | 12 | 6 | 4 | 2 | 16 | 12 | +4  |
| 2º  | Benjamín Aceval   | 21  | 12 | 6 | 3 | 3 | 35 | 21 | +14 |
| 3º  | Oriental          | 20  | 12 | 6 | 2 | 4 | 26 | 23 | +3  |
| 4º  | Juventud          | 16  | 12 | 4 | 4 | 4 | 20 | 15 | +5  |
| 5º  | Humaitá           | 15  | 12 | 4 | 3 | 5 | 17 | 24 | -7  |
| 6º  | Silvio Pettirossi | 13  | 12 | 3 | 4 | 5 | 20 | 18 | +2  |
| 7º  | Tembetary         | 9   | 12 | 3 | 0 | 9 | 15 | 36 | -21 |

## Resultados
| 1 | Recoleta         | 2 - 2 | Pilcomayo        | Estadio Roque F. Batelhana      | 21 de abril | 15:15 |
| 1 | Fulgencio Yegros | 1 - 0 | Valois Rivarola  |                                 | 22 de abril | 15:15 |
| 1 | Pinozá           | 3 - 0 | Nikkei Bellmare  | Estadio Juan B. Ruíz Díaz       | 22 de abril | 15:15 |
| 1 | Libre:Ameliano   |       |                  |                                 |             |       |
| 2 | Atlántida        | 3 - 0 | Oriental         | Estadio Flaviano Díaz           | 21 de abril | 15:15 |
| 2 | Juventud         | 3 - 2 | Silvio Petirossi |                                 | 22 de abril | 15:15 |
| 2 | Humaitá          | 0 - 0 | Benjamín Aceval  | Estadio Pioneros de Corumba Cué | 22 de abril | 15:15 |
| 2 | Libre:Tembetary  |       |                  |                                 |             |       |

| 1 | Ameliano              | - | Recoleta         | Estadio José Tomás Silva   | 28 de abril | 15:15 |
| 1 | Valois Rivarola       | - | Pinozá           | Estadio Gregorio Sarubbi   | 29 de abril | 15:15 |
| 1 | Pilcomayo             | - | Fulgencio Yegros |                            | 29 de abril | 15:15 |
| 1 | Libre:Nikkei Bellmare |   |                  |                            |             |       |
| 2 | Oriental              | - | Humaitá          | Estadio Tomás Began Correa | 28 de abril | 15:15 |
| 2 | Silvio Petirossi      | - | Atlántida        | Estado Bernabé Pedrozo     | 29 de abril | 15:15 |
| 2 | Juventud              | - | Tembetary        | Estadio 26 de Febrero      | 29 de abril | 15:15 |
| 2 | Libre:Benjamín Aceval |   |                  |                            |             |       |

## Segunda Etapa
Clasificaron los cuatro mejores de cada grupo, los cuales se enfrentarían en partidos de ida y vuelta de los primeros con los cuartos y los segundos con los terceros; con ventaja para los mejor ubicados, es decir, que si hubiera paridad en puntos y goles el que llegara con mejor posición clasificaría a la siguiente etapa. Este mismo sistema rigió para las semifinales, cuyos ganadores obtienen el derecho a ascender y a disputar la final.
La final se jugaría en campo neutral en un solo partido.

### Cuartos de final[2][3]
- G1) Pinozá perdió con Atlántida (1-1 y 0-1)
- G2) Juventud ganó a Pilcomayo (3-0 y 1-3)
- G3) Ameliano perdió con Benjamín Aceval (0-0 y 1-2)
- G4) Oriental perdió con Valois Rivarola (2-1 y 1-2)

### Semifinales

#### Llave 1
| 25 ago 2012 | G2) Atlético Juventud | 0 vs 1 | G1) Atlántida     | Juventud, Loma Pytä, Asunción                                                                                            | |
|             |                       |        | 52' Mario Galeano | Asistencia: 104 (1.040.000 guaraníes) espectadores Árbitro(s): Gustavo Domínguez. Líneas:Walter Flecha y Adalberto Ávila | Asistencia: 104 (1.040.000 guaraníes) espectadores Árbitro(s): Gustavo Domínguez. Líneas:Walter Flecha y Adalberto Ávila |

| 1 sept 2012 | Atlántida               | 2 vs 0 | Atlético Juventud | Atlántida, Asunción                                                                                           | |
|             | 45’ y 73’ Óscar Giménez |        |                   | Asistencia: 218 (2.180.000 G) espectadores Árbitro(s): Juan Florentín. Líneas: Ricardo Noguera y Blas Dávalos | Asistencia: 218 (2.180.000 G) espectadores Árbitro(s): Juan Florentín. Líneas: Ricardo Noguera y Blas Dávalos |

#### Llave 2
| 25 ago 2012 | G4) Valois Rivarola                              | 3 vs 0 | G3) Benjamín Aceval | Gregorio Sarubi, Asunción                                                                      |                                                                                                |
|             | 22' J. Lezcano 56' J. Martínez y 61' E. González |        |                     | Asistencia: 113 espectadores Árbitro(s): Christian Coronel. Líneas: Juan Gaona y Rubén Dávalos | Asistencia: 113 espectadores Árbitro(s): Christian Coronel. Líneas: Juan Gaona y Rubén Dávalos |

| 16 sep 2012 | Benjamín Aceval | 1 vs 1 | Valois Rivarola    | | |
|             | 52’ Derlis Ríos |        | 48’ Javier Lezcano | Asistencia: 653 personas espectadores Árbitro(s): Fernando López. Asistentes: Darío Aranda y César Méndez. | Asistencia: 653 personas espectadores Árbitro(s): Fernando López. Asistentes: Darío Aranda y César Méndez. |

Obs.: (V. Rivarola ganó de local 3-0 pero se anuló el partido por actuación antireglamentaria de un jugador).

## Final
| 22 de setiembre de 2013 | Atlántida           | 1:0' | Benjamín Aceval | Estadio Ricardo Gregor, Asunción                                                                                                  | |
|                         | Óscar Giménez (67') |      |                 | Árbitro(s): Joel Martínez (Paraguay). Líneas: Osvaldo Barrios y Félix Arzamendia. Cuarto árbitro: Juan Florentín asistencia = 403 | Árbitro(s): Joel Martínez (Paraguay). Líneas: Osvaldo Barrios y Félix Arzamendia. Cuarto árbitro: Juan Florentín asistencia = 403 |

- Atlántida venció 1-0 a Benjamín Aceval en cancha del Independiente de Campo Grande (ambos ascendieron).[10][11]

| Atlántida 2º título |